# Cantavieja
Cantavieja é um município da Espanha na província de Teruel, comunidade autónoma de Aragão. Tem 124,56 km² de área e em 2021 tinha 734 habitantes (densidade: 5,9 hab./km²).
O traçado medieval de Cantavieja convida a passear pelas suas esquinas (cheias de história e de património) e a inclinar-se nos seus miradouros: a oeste vê-se a Muela Monchen; a este, o vale Santo António e o Rebollar; a sul, La Tarayuela.
Pertence à rede de Aldeias mais bonitas de Espanha.

## Demografia
| Variação demográfica do município entre 1991 e 2004 | Variação demográfica do município entre 1991 e 2004 | Variação demográfica do município entre 1991 e 2004 | Variação demográfica do município entre 1991 e 2004 |
| --------------------------------------------------- | --------------------------------------------------- | --------------------------------------------------- | --------------------------------------------------- |
| 1991                                                | 1996                                                | 2001                                                | 2004                                                |
| 750                                                 | 739                                                 | 759                                                 | 740                                                 |